# Dick Elliott
Richard Damon Elliott, detto Dick (Boston, 30 aprile 1886 – Los Angeles, 22 dicembre 1961), è stato un attore statunitense.

## Biografia
Elliott nacque a Boston, Massachusetts. Interpretò una moltitudine di ruoli differenti, solitamente quelli di un personaggio piuttosto spavaldo, come può essere un politico. Uomo basso e robusto, Elliott interpretò Babbo Natale nei programmi di Jimmy Durante, Red Skelton e Jack Benny. Ebbe alcune battute memorabili in It's a Wonderful Life (1946), in particolare quando riprendé il personaggio di James Stewart, il quale cercava di dare la buonanotte a Donna Reed, consigliandogli: "Perché non la baci invece di farla parlare a morte?"
Fece inoltre alcune apparizioni memorabili in episodi della serie televisiva Adventures of Superman. Comparve tre volte nel ruolo di Stanley nella sitcom CBS December Bride, nonché in due serie western della ABC/Warner Brothers, Sugarfoot e Maverick. Fu scelto come il cercatore d'oro Peter Cooper e poi come lo sceriffo Tiny Morris in due segmenti della serie Tales of the Texas Rangers della CBS. Apparse anche due volte nel ruolo del dottor Thornton in The Real McCoys di ABC. Probabilmente Elliott è meglio ricordato per aver interpretato il sindaco Pike di Mayberry nei primi episodi de The Andy Griffith Show della CBS, uno dei suoi ultimi lavori cinematografici. In due degli undici episodi in cui interpretava il sindaco, l'attrice Josie Lloyd interpretava sua figlia.
Il 22 dicembre 1961, Elliott, allora 75enne, morì per complicazioni dovute a una grave malattia cardiovascolare.

## Filmografia parziale

### Cinema
- Under Western Stars, regia di Joseph Kane (1938)
- Mr. Smith va a Washington (Mr. Smith Goes to Washington), regia di Frank Capra (1939)
- Il villaggio più pazzo del mondo (Li'l Abner), regia di Albert S. Rogell (1940)
- Il sergente e la signora (Christmas in Connecticut), regia di Peter Godfrey (1945)
- Ti ho visto uccidere (Witness to Murder), regia di Roy Rowland (1954)
- Combattimento ai pozzi apache (Duel at Apache Wells), regia di Joseph Kane (1957)

### Televisione
- The Red Skelton Show – serie TV, 9 episodi (1953-1959)
- Le avventure di Jet Jackson (Captain Midnight) – serie TV, episodio 1x25 (1955)
- Mickey Rooney Show (The Mickey Rooney Show) – serie TV, episodio 1x23 (1955)
- Stage 7 – serie TV, episodio 1x24 (1955)
- Crossroads – serie TV, episodio 2x20 (1957)
- The Restless Gun – serie TV, episodi 1x35-2x37 (1958-1959)
- Lock-Up – serie TV, episodio 2x04 (1960)
- The Andy Griffith Show – serie TV, 11 episodi (1960-1962)
- Pete and Gladys – serie TV, episodio 2x11 (1961)